# ホクショウマサル
ホクショウマサルは、ばんえい競馬の元競走馬である。ばんえい競馬の連勝記録、地方競馬（コンピュータ管理されるようになった1973年4月以降の記録）・中央競馬を通じた国内公営競馬史上最多連勝記録（31連勝）を保持している。

## 経歴
以下の競走距離は、すべて200m。
2013年5月5日、帯広競馬第4競走（2歳新馬）でデビューし、勝利。
重賞初勝利は2014年3月9日の帯広第10競走（第45回イレネー記念、BG1）。明けて3歳シーズンは2014年12月21日の帯広第10競走（第43回ばんえいダービー、BG1）で2つ目の重賞勝利を記録。
2015年、4歳になると勝てなくなる競走が多くなり、2勝にとどまる。また、喘鳴症（通称：のど鳴り）を患ったため、2016年3月19日の帯広第10競走（スターライト特別、10着）後に手術を受け、復帰までに2年4か月を要した。
休養中にオープンから古馬の最下級クラスまで下がったホクショウマサルは2018年7月28日、帯広第8競走「獨協大学同窓会北海道支部カップ（B4-6）」で復帰し勝利を挙げると、その後は多くの競走で2着馬に10秒以上の差をつけ勝利を続けた。
2019年2月16日の帯広第11競走（B1-1）で、単勝1番人気に応え勝利。従来の最多連勝記録だったサカノタイソン（1997年4月26日 - 1999年1月24日、19連勝）を抜く20連勝を達成し、ばんえい競馬の連勝記録を20年ぶりに塗り替えた。3年9か月ぶりにオープンクラスまで上がったホクショウマサルは同年12月16日の帯広第12競走（オープン）で勝利し、ドージマファイターが2000年11月に宇都宮競馬場で達成した国内公営競馬史上最多記録に並ぶ29連勝を達成。
2020年1月6日の帯広第11競走（ばんえい十勝金杯）で勝利し、国内競馬史上単独最多記録となる30連勝を達成。同年2月23日の帯広第10競走（ウィナーズカップ）で31連勝まで記録を伸ばしたが、3月21日の帯広第9競走（第52回ばんえい記念、BG1）で3着に敗れ、連勝記録は「31」で止まった。
連勝が止まった後は、ばんえい記念で1000kgを曳いたことによる後遺症（重病み）もあり一時調子を崩し、敗戦が続くこともあったが、2021年3月21日の帯広第9競走（第53回ばんえい記念、BG1）で優勝し、7年ぶりに重賞を制覇した。この勝利は、騎手の阿部武臣と調教師の坂本東一にとっても初のばんえい記念勝利となった。
2020年度終了後の2021年春先から体調を崩し長期療養していたが、同年6月2日に容体が急変し厩舎で息を引き取った。ばんえい競馬はホクショウマサルの献花台を、6月5日から6月20日まで帯広競馬場入場門前に設置すると発表したほか、楽天競馬も会員向けに同馬への供花を募る追悼特別企画を実施した。
没後の2022年1月17日には、2021年のNARグランプリばんえい最優秀馬に全会一致で選出された。

## 重賞勝利
- 2014年：イレネー記念、ばんえいダービー
- 2021年：ばんえい記念

## 血統
表内の「ペル」はペルシュロン、「ブル」はブルトン、「ベルジ」はベルジアンを表す。
| ホクショウマサルの血統   | ホクショウマサルの血統        | ホクショウマサルの血統      | （血統表の出典）           | （血統表の出典）        |
| 父 半血 エビスカチドキ   | 父の父半血 クロタカ           | 半血 タカラコマ             | ブル ケルネヴエーズ        | ブル ケルネヴエーズ     |
| 父 半血 エビスカチドキ   | 父の父半血 クロタカ           | 半血 タカラコマ             | 半血 宝                    |                         |
| 父 半血 エビスカチドキ   | 父の父半血 クロタカ           | ペル 王産                   | ペル バツタン              | ペル バツタン           |
| 父 半血 エビスカチドキ   | 父の父半血 クロタカ           | ペル 王産                   | ペル 笛新                  |                         |
| 父 半血 エビスカチドキ   | 父の母ベルジ サニーソフイア   | ベルジ GREENTOP SIR WILLIAM | ベルジ NADENS BILL         | ベルジ NADENS BILL      |
| 父 半血 エビスカチドキ   | 父の母ベルジ サニーソフイア   | ベルジ GREENTOP SIR WILLIAM | ベルジ PRINCESS DE BRUILLE |                         |
| 父 半血 エビスカチドキ   | 父の母ベルジ サニーソフイア   | ベルジ MODERN MAID          | ベルジ SUNNY DENNIS        | ベルジ SUNNY DENNIS     |
| 父 半血 エビスカチドキ   | 父の母ベルジ サニーソフイア   | ベルジ MODERN MAID          | ベルジ CORAS BETTY LOU     |                         |
| 母 半血 ミクニレンショウ | 母の父半血 アトミックドラゴン | ペル系 タツマキ             | ペル系 丹西                | ペル系 丹西             |
| 母 半血 ミクニレンショウ | 母の父半血 アトミックドラゴン | ペル系 タツマキ             | ペル系 第十一万山          |                         |
| 母 半血 ミクニレンショウ | 母の父半血 アトミックドラゴン | 半血 麗里                   | ペル系 ブラツクパンサー    | ペル系 ブラツクパンサー |
| 母 半血 ミクニレンショウ | 母の父半血 アトミックドラゴン | 半血 麗里                   | 半血 キプ姫                |                         |
| 母 半血 ミクニレンショウ | 母の母半血 リキショウヒメ     | 半血 チカラオオクニ         | ベルジ ジアンデユマレイ    | ベルジ ジアンデユマレイ |
| 母 半血 ミクニレンショウ | 母の母半血 リキショウヒメ     | 半血 チカラオオクニ         | 半血 タカラヨシウメ        |                         |
| 母 半血 ミクニレンショウ | 母の母半血 リキショウヒメ     | ペル系 メイズイリキ         | ペル 二世ロツシーニ        | ペル 二世ロツシーニ     |
| 母 半血 ミクニレンショウ | 母の母半血 リキショウヒメ     | ペル系 メイズイリキ         | ペル系 ベニトツプ          |                         |
| 出典                     | 1.                            | 1.                          | 1.                         | 1.                      |

父エビスカチドキの産駒には、ばんえいダービーや天馬賞など重賞6勝のオイドンがいる。
母系の4代父には二世ロツシーニがおり、キンタローなど活躍馬を多く出している。